# Het Pakhuis

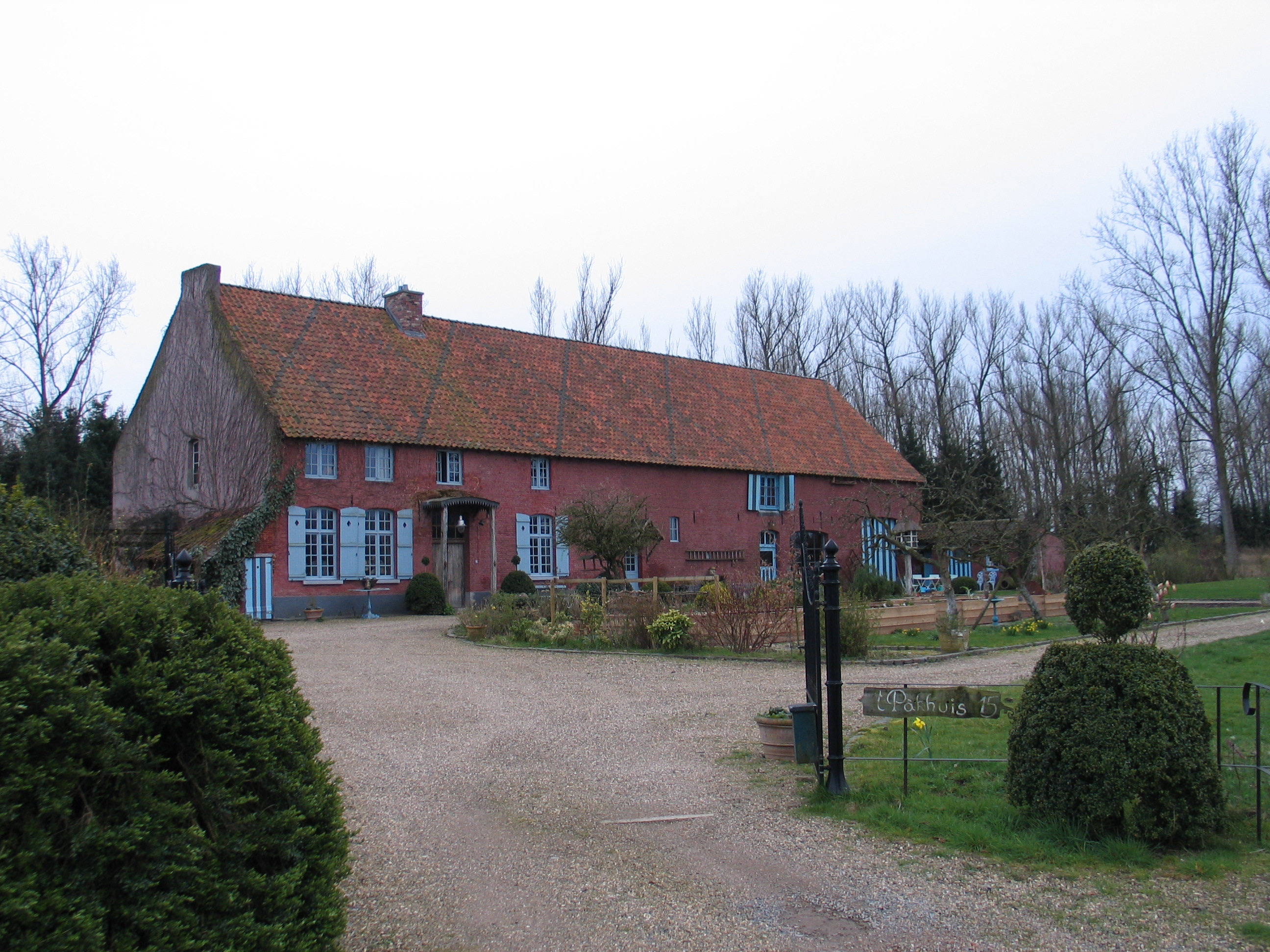
Het Pakhuis

Het Pakhuis in de Belgische gemeente Lummen in Limburg was vanaf de 18e eeuw een opslagplaats voor goederen.
Platbodems bevoeren tot 1920 de Demer tot op deze plek. Hier werden de goederen afkomstig uit Mechelen, Diest... tijdelijk gestockeerd om verder met paard en kar vervoerd te worden naar Hasselt, Maastricht en Duitsland.
In het gebouw is er een lijst uit 10 januari 1776 met de beschrijving van 138 goederen die werden vervoerd over de Demer. Ze vermeldt verschillende oude Nederlandse inhouds- en gewichtstermen en vermeldt de transportprijzen naar talrijke Nederlandse en Duitse steden.
Vlakbij ligt een lijnzaadmolen uit 1738. Eerst stond er een houten banmolen (1694) die later werd vervangen door het huidige bakstenen gebouw met gedeeltes uit ijzerzandsteen.

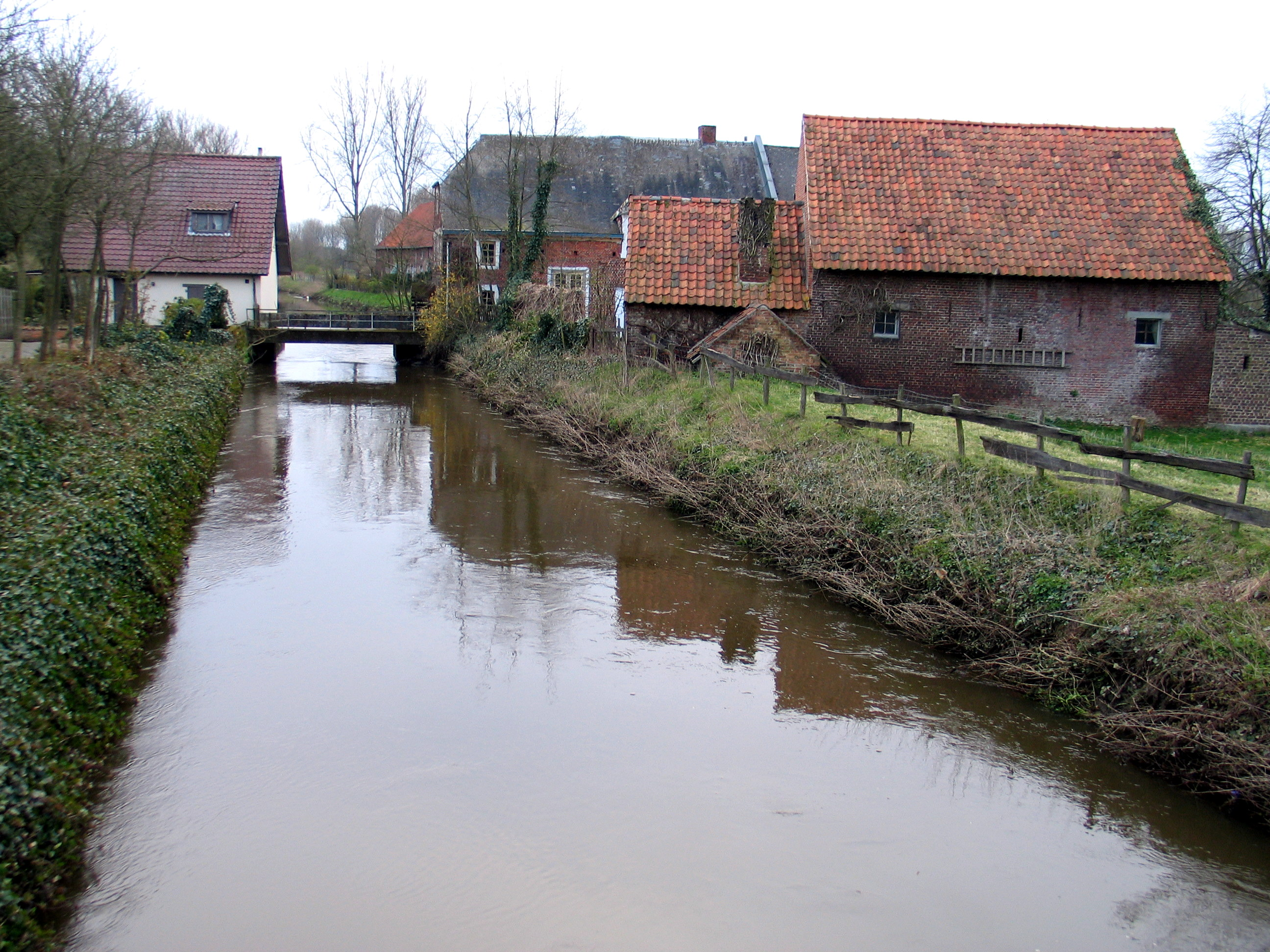
De lijnzaadmolen rechts en het pakhuis achteraan rechts
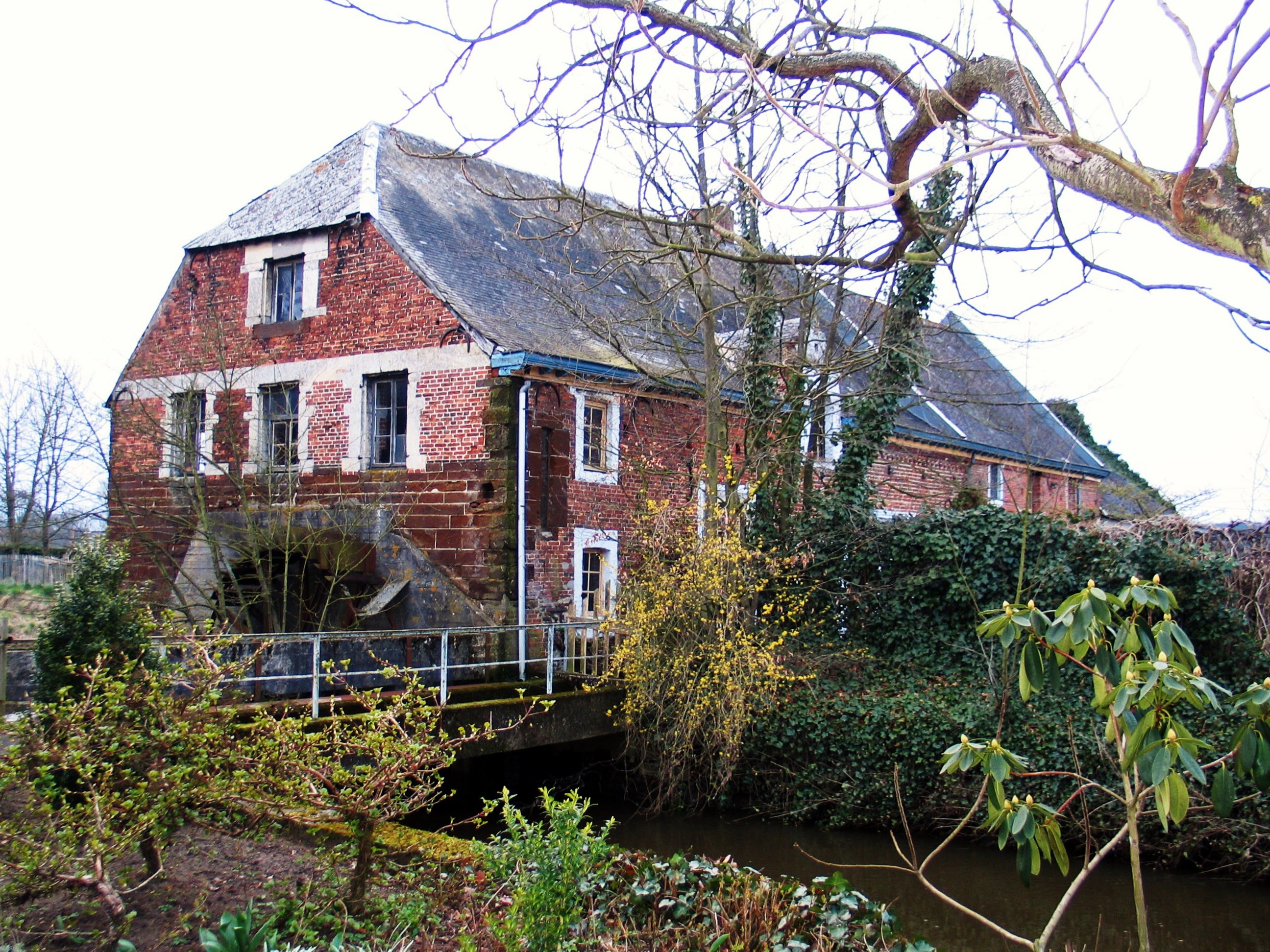
De lijnzaadmolen